# Pseudacteon lundbecki
Pseudacteon lundbecki (лат.) — вид паразитических мух горбаток из подсемейства Metopininae.

## Распространение
Европа. Обитают на территории следующих стран: Великобритания, Нидерланды, Польша, Португалия, Словения, Франция, Югославия, Швеция.

## Описание
В качестве хозяев эта паразитическая муха использует муравьёв Lasius niger. Взрослые самки мух с помощью яйцеклада во время быстрой воздушной атаки откладывают яйцо на рабочего муравья. Личинка развивается внутри муравья, где питается гемолимфой и тканями, вызывая постепенную гибель жертвы